# Гонсалес, Томас (легкоатлет)
Томас Педро Гонсалес Барриос (исп. Tomás Pedro González Barrios; род. 11 июня 1959, Бехукаль, Маябеке) — кубинский легкоатлет, специалист по бегу на короткие дистанции. Выступал за сборную Кубы по лёгкой атлетике в 1979—1984 годах, серебряный призёр международного турнира «Дружба-84», победитель и призёр ряда крупных международных стартов, участник летних Олимпийских игр в Москве.

## Биография
Томас Гонсалес родился 11 июня 1959 года в городе Бехукаль провинции Маябеке, Куба.
Первого серьёзного успеха в лёгкой атлетике на международном уровне добился в сезоне 1979 года, когда вошёл в состав кубинской сборной и выступил на чемпионате Центральной Америки и Карибского бассейна в Гвадалахаре, где в зачёте бега на 200 метров выиграл бронзовую медаль. Бежал 100 и 200 метров на Всемирной Универсиаде в Мехико.
Благодаря череде успешных выступлений в 1980 году удостоился права защищать честь страны на летних Олимпийских играх в Москве — в дисциплинах 100 и 200 метров остановился на стадиях четвертьфиналов, тогда как в программе эстафеты 4×100 метров в ходе предварительного квалификационного этапа кубинцы сошли с дистанции.
В 1981 году на центральноамериканском и карибском чемпионате в Санто-Доминго вместе с соотечественниками стал бронзовым призёром в эстафете 4×100 метров. Будучи студентом, представлял Кубу на Всемирной Универсиаде в Бухаресте — в дисциплинах 100 и 200 метров дошёл до полуфиналов, в то время как в эстафете 4×100 метров показал в решающем забеге четвёртый результат.
В 1983 году в беге на 200 метров финишировал четвёртым на Спартакиаде народов СССР в Москве. На домашнем центральноамериканском и карибском чемпионате в Гаване трижды поднимался на пьедестал почёта: получил серебро на дистанциях 100 и 200 метров, завоевал золото в эстафете 4×100 метров. На Панамериканских играх в Каракасе стал четвёртым в 200-метровой дисциплине. На иберо-американском чемпионате в Барселоне превзошёл всех соперников в беге на 200 метров, выиграл серебряную медаль в эстафете 4×100 метров, золотую медаль в эстафете 4×400 метров.
В 1984 году на международном старте в Мадриде финишировал вторым в беге на 200 метров, установив при этом свой личный рекорд — 20,68. Рассматривался в качестве кандидата на участие в Олимпийских играх в Лос-Анджелесе, однако Куба вместе с несколькими другими странами восточного блока бойкотировала эти соревнования по политическим причинам. Вместо этого Гонсалес выступил на альтернативном турнире «Дружба-84» в Москве, где стал седьмым в 200-метровой дисциплине и завоевал серебряную награду эстафете 4×100 метров. По окончании сезона завершил спортивную карьеру.